# Ülni. Örülni. Megőrülni.
Az Ülni. Örülni. Megőrülni. a Halott Pénz pécsi együttes negyedik stúdióalbuma. 2016. április 7-én jelent meg. Az album a második, amelyet már héttagú együttesként jelentettek meg; sorban a 2013-ban megjelent, Fonogram-díjat nyert Szólj anyunak, hogy a városban vagyok című lemezt követi.

## Az album dalai
|     | Cím                                           | Hossz |
| --- | --------------------------------------------- | ----- |
| 1.  | Ülni. Örülni. Megőrülni.                      | 1:19  |
| 2.  | Majd                                          | 3:53  |
| 3.  | Erre még meghívlak (közreműködik Kőváry Zoli) | 3:14  |
| 4.  | Máshogy néztél rám                            | 3:39  |
| 5.  | Kell amit elvittél                            | 3:18  |
| 6.  | Csak múljon az élet                           | 3:18  |
| 7.  | Sehol (közreműködik Bérczesi Robi)            | 3:41  |
| 8.  | Halljam a hangod                              | 3:07  |
| 9.  | Darabokra törted a szívem                     | 3:23  |
| 10. | Nem érinthet meg                              | 3:49  |
| 11. | Valami van a levegőben                        | 3:31  |
| 12. | Elkezdeni elölről                             | 4:12  |